# Gulens kommun
Gulens kommun (norska: Gulen kommune) är en kommun i landskapet Sogn i Vestland fylke i västra Norge. Kommunen består av 1 500 öar, holmar och skär utöver fastlandet. Tätorten Eivindvik utgör kommunens centralort. Gulatinget, en av de viktigaste institutionerna från äldre norsk historia, låg i Gulen. Nu präglas kommunen av en varierad industri.

## Samhälle
Efter den senaste kommunsammanslagningen har befolkningen stadigt minskat och fördelar sig jämnt efter de fyra skolkretsarna: Brekke, Byrknes, Dalsøyra och Eivindvik. Alla skolkretsar har egen för- och grundskola. I kommunens centralort Eivindvik finns bland annat vårdhem, socialtjänst, läkare, tandläkare och polis. De största (och enda) tätorterna i kommunen är Byrknes och Eivindvik. Andra viktigare orter är Brekke, Dalsøyra, Oppedal och Rutledal.

## Politik
Traditionellt har mittenpartierna stått starkt i Gulens kommun. Kommunfullmäktige för 2007–2011 bestod av 21 representanter, fördelat på Senterpartiet (6), Kristelig folkeparti (5), Høyre (4), Arbeiderpartiet (3), och Venstre (3). Ordföranden är Trude Brosvik (Krf).

## Näringsliv
Gulens kommun har historiskt sett varit en lantbruks- och fiskerikommun. Dessa är fortsatt viktiga med cirka 170 gårdsbruk i aktiv drift. De senaste åren har dessutom havsbruk blivit stadigt viktigare och Gulens kommun har varit den största havsbrukskommunen i dåvarande Sogn och Fjordane fylke med 20 laxodlingar i drift. Det finns även flera anläggningar för fiskeförädling.
Sløvåg-området i den södra delen av kommunen har pekats ut som ett av satsningsområdena för ny industri i vad som tidigare var Sogn och Fjordane fylke. Området har haft en kraftig tillväxt de senaste åren med sitt centrala läge i förhållande till oljeindustrin vid Mongstad. De första som etablerade sig i området var Wergeland-koncernen med sin cementproduktion 1987 och anläggning för oljeavfall 1992. 1994 startades ett av Nordeuropas största stenkrosseri o området (Halsvik Aggregates). Andra företag som finns etablerade är bl.a. Baker Oil Tools, Johnny Birkeland Transport och Vest Tank. En lagringsanläggning för lavradioaktivt avfall är även under uppbyggnad i området. Området uppmärksammades i maj 2007 då en explosionsolycka skedde på Vest Tanks anläggning. De miljömässiga konsekvenserna av olyckan har varit stora.
Resten av kommunen präglas av många mindre verksamheter.

## Historia
Gulen är plasten för Gulatinget. Här samlades hövdingar och storbönder från hela Vestlandet för att avgöra rättstvister och hylla norska tronarvingar. Tingområdet sträckte sig som mest från Agder till Sunnmøre. Området låg strategiskt till med närhet till Hordaland, Nordfjord och Sunnmøre, och inte minst Sogn längst in i Sognefjorden. Tinget är väldigt gammalt, det var förebild för det isländska Alltinget när det upprättades 930. 
Kyrkan byggdes troligen tidigt just på grund av området var en tingplats. Den äldsta kyrkan i Eivindvik skal ha varit en stavkyrka, omnämnt i skriftliga källor från 1327. Samtidigt har dagens kyrka en lokal dopfont från 1100-talet. Den revs på 1500-talet och mot slutet av århundradet byggdes en träkyrka. Den var i privat ägo från 1720-talet till 1862 då änkan efter prästen Daae sålde tillbaka till menigheten. Den 15 juni 1863 såldes kyrkan på tvångsauktion och inventarierna spreds i socknen, och nya Gulen kyrka restes.
Kommunen fick en egen bank 1885 vid etableringen av Gulen Sparebank. På 1800-talet var det svårt att klara sig på bara fiske eller gårdsdrift, och fiskarbonde uppstod som begrepp och överlevnadsstrategi. Det vanliga var att hustrun drev gården medan mannen fiskade, en arbetsfördelning som även återfanns längs kusten i norr.

### Administrativ historik
Gulens kommun upprättades 1837 som Evindvig formannskapsdistrikt, senare Evenviks kommun. 1 juli 1890 ändrades kommunens namn till Gulens kommun.
1850 blev Brekke kommun, med 898 invånare, en egen kommun. Evenviks kommun hade efter detta 3 944 invånare. 1858 blev Sulens kommun (Solunds kommun), som då hette Utværs kommun, en egen kommun. Invånarantalet var nu 3 018. Namnet på kommunen ändrades från Evenvik till Gulen 1890.
Den 1 januari 1964 överfördes ön Losna med 40 invånare till Solunds kommun, samtidigt som Brekke kommun återigen blev en del av Gulens kommun. 1 januari 1964, efter förändringar, bodde det 3250 personer i Gulen kommun.

## Kultur
På Byrknesøya vid Barvågen ligger Gulen Fiskarbondemuseum, ett museum som sedan 1998 visar fiskarböndernas - kustboende som livnärde sig på fiske och gårdsdrift - livsmiljö och yrkeskultur. Denna 100 år långa överlevnadsstrategi byggde på en arbetsfördelning där mannen fiskade och kvinnan hade ansvar för gårdsdriften. Därför är «fiskarbonde» en beteckning som omfattar både mannen som var fiskare och hustrun som var bonde.
I Gulens kommun har det gjorts flera betydelsefulla arkeologiska fynd, bl.a. stenåldersboplatser (Floli, Berge och Blidensol), gravrösen fån bronsåldern och en rad fynd från yngre järnåldern.
I Eivindvik står två stora stenkors som troligen uppfördes i förbindelse med kristendomens införing eller möjligen till det gamla tingstället. Sellevåg Träskofabrik med maskiner och egen kraftturbin har föreslagits att det ska värnas av Riksantikvarien. Den trondheimska Postvei går genom kommunen. Postkontoret i Halsvik som öppnade 1887 är i dag utställt i det nya postmuseet på Maihaugen i Lillehammer. I Gulen kyrka finns en dopfont i sten från ca. år 1000. I Verkland har man rest ett monument till minne av att Henrik Wergelands familj kom härifrån.

## Tätorter
I Gulens kommun finns två tätorter:
- Byrknes
- Eivindvik (centralort)

## Socknar
Inom Norska kyrkan är Gulens kommun indelad i tre socknar:
- Brekke socken
- Gulens socken
- Mjømna socken

Socknarna ingår i Nordhordlands prosteri i Bjørgvins stift.

## Bilder

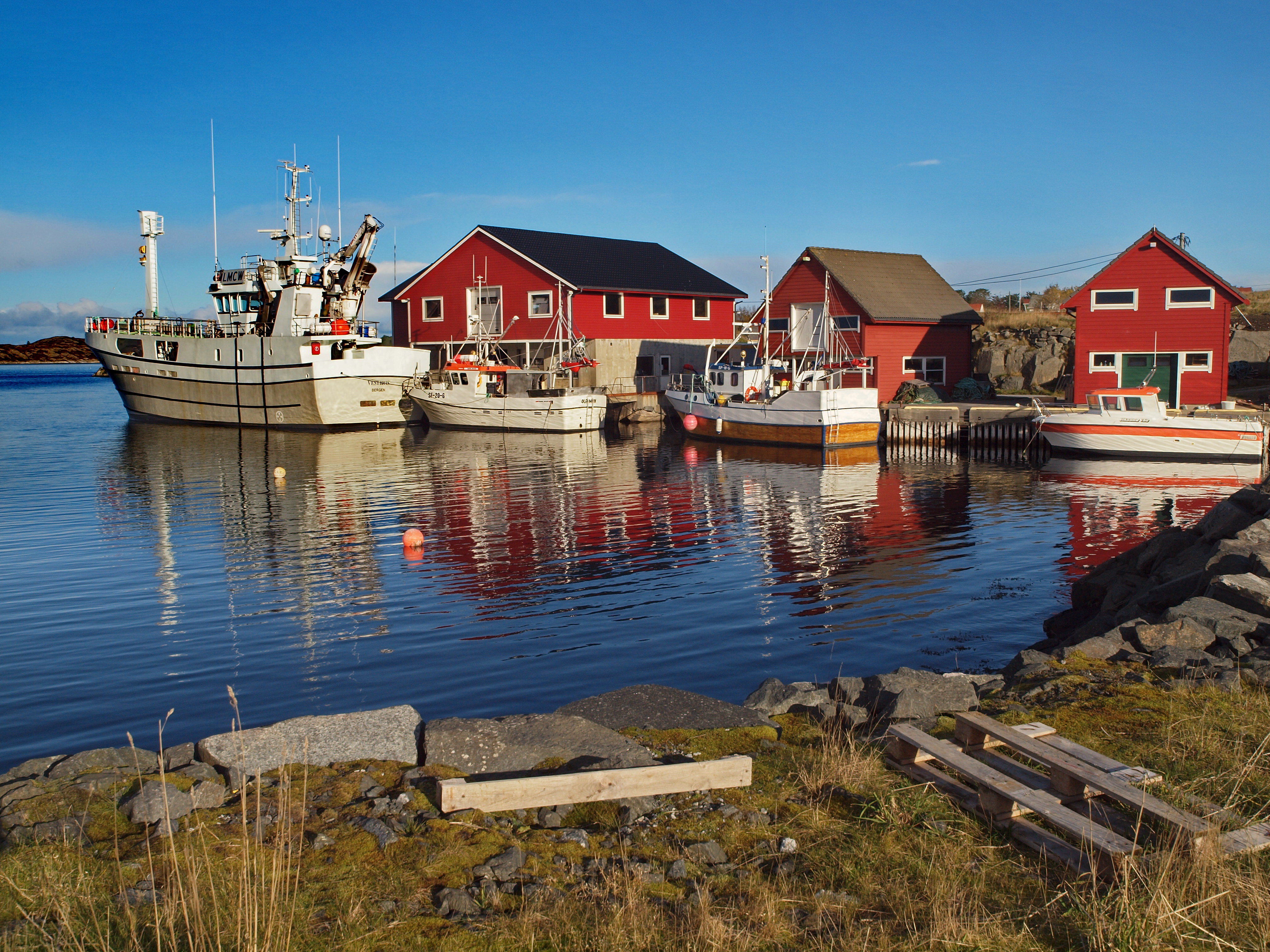
Byrknes.
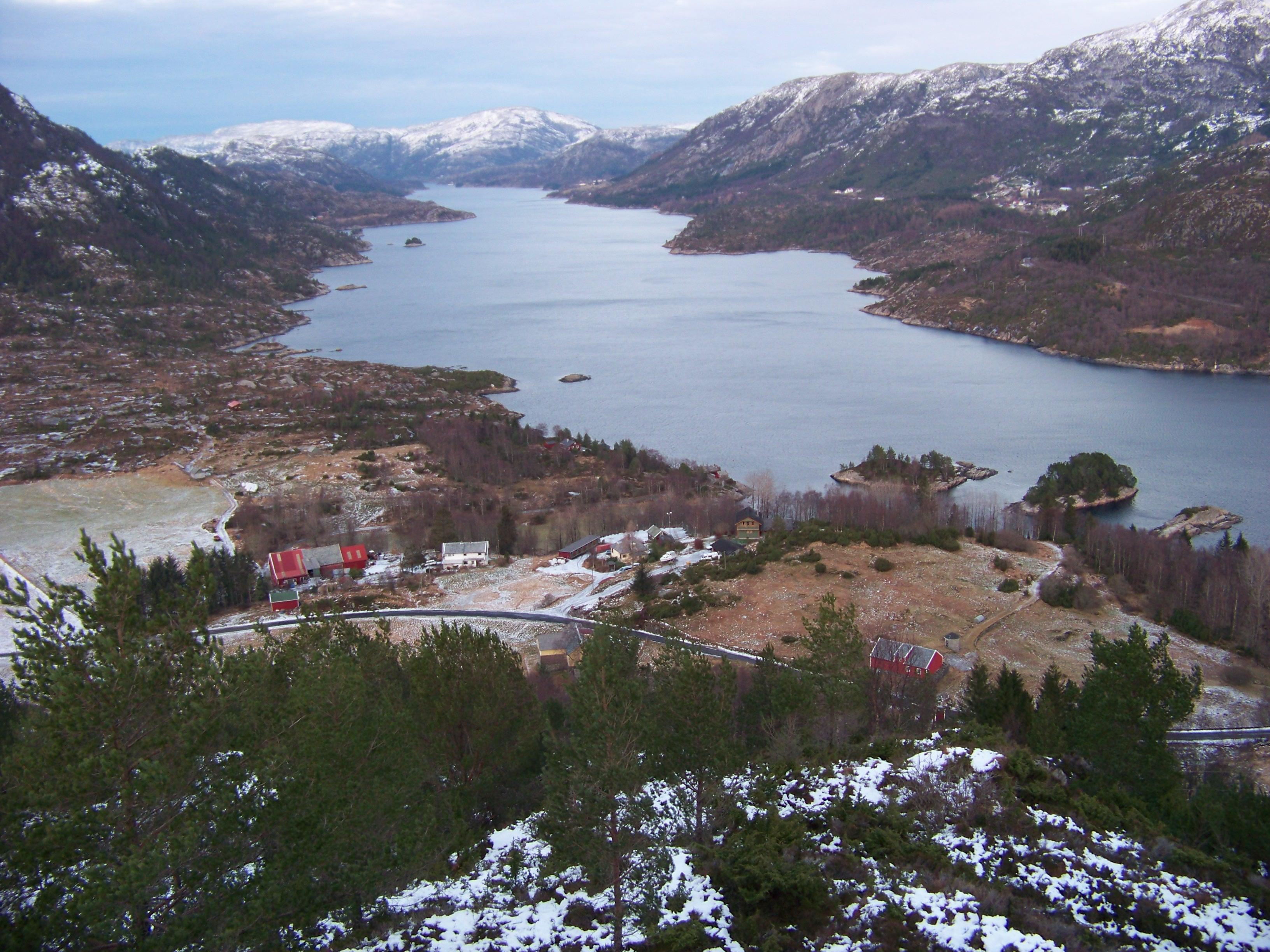
Eidsfjorden.
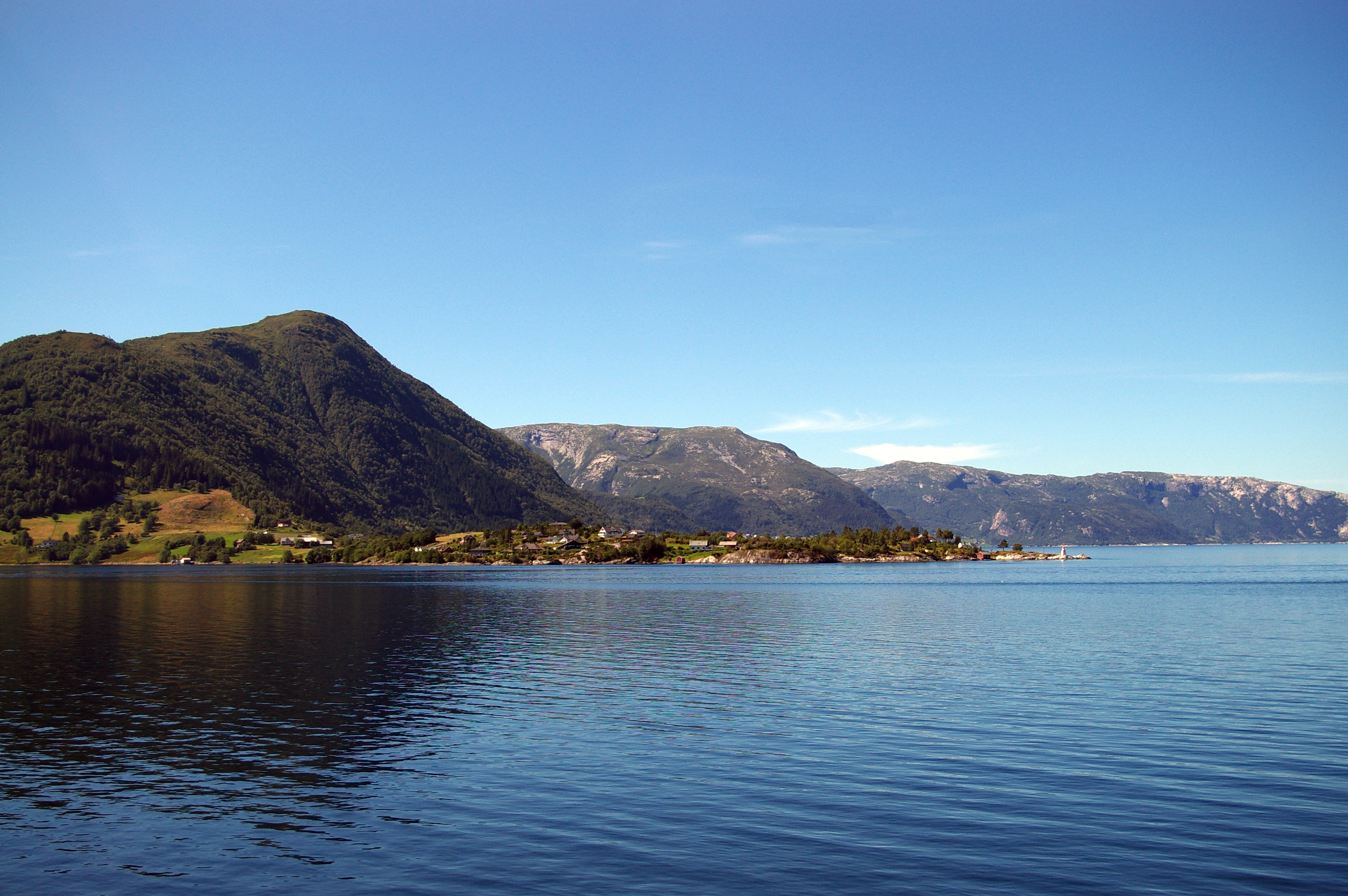
Risnefjorden och Brekke.